# 1001 (číslo)
1001, (jeden) tisíc jedna, je přirozené číslo, které následuje po číslu 1000 a předchází číslu 1002.

## Matematika
1001 je:
- Bezčtvercové celé číslo
- Nejmenší čtyřciferné číslo dělitelné jedenácti a také nejmenší čtyřciferné palindromické číslo
- Nešťastné číslo.
- Pětiúhelníkové číslo

## Astronomie
- (1001) Gaussia je planetka hlavního pásu, kterou objevil v roce 1923 Sergej Ivanovič Beljavskij

## Roky
- 1001
- 1001 př. n. l.